# Волейбол на Панамериканских играх 2023
Соревнования по волейболу на XIX Панамериканских играх проходили с 21 октября по 4 ноября 2023 года в Сантьяго (Чили) с участием 8 мужских и 8 женских национальных сборных команд. Было разыграно 2 комплекта наград. Чемпионские титулы выиграли: у мужчин — сборная Бразилии, у женщин — сборная Доминиканской Республики.

## Команды-участницы
Состав участников был скомплектован следующим образом:

### Мужчины
- Чили — команда страны-организатора;
- Мексика — по итогам Панамериканского Кубка 2021;
- Бразилия, Доминиканская Республика — по итогам Молодёжных Панамериканских игр 2021;
- Куба — по итогам Панамериканского Кубка 2022;
- Аргентина, Колумбия — по итогам южноамериканской квалификации;
- Канада — по итогам Панамериканского Кубка 2023;

Вместо отказавшейся сборной Канады в число участников турнира включена сборная Пуэрто-Рико.

### Женщины
- Чили — команда страны-организатора;
- Доминиканская Республика — по итогам Панамериканского Кубка 2021;
- Бразилия, Мексика — по итогам Молодёжных Панамериканских игр 2021;
- Аргентина, Колумбия — по итогам южноамериканской квалификации;
- Пуэрто-Рико, США — по итогам Панамериканского Кубка 2023;

Вместо отказавшейся сборной США в число участников турнира включена сборная Куба.

## Система проведения турнира
Мужские и женский соревнования проходят по аналогичной системе. По 8 команд-участниц на предварительном этапе разбиты на две группы, в которых играют в один круг. Приоритетом при распределении мест в группах является общее количество побед, затем количество набранных очков, соотношение выигранных и проигранных партий, соотношение игровых очков, результат личных встреч. За победы со счётом 3:0 и 3:1 команды получают по 3 очка, за победу 3:2 — 2, за поражение 2:3 — 1 очко, за поражения 1:3 и 0:3 очки не начисляются.
Победители групп напрямую выходят в полуфинал плей-офф. Команды, занявшие в группах 2-е и 3-и места, выходят в четвертьфинал и определяют ещё двух участников полуфинала. Полуфиналисты по системе с выбыванием определяют призёров турнира. Итоговые 5—8-е места разыгрывают проигравшие в четвертьфиналах и худшие команды групп предварительной стадии.

## Игровая арена

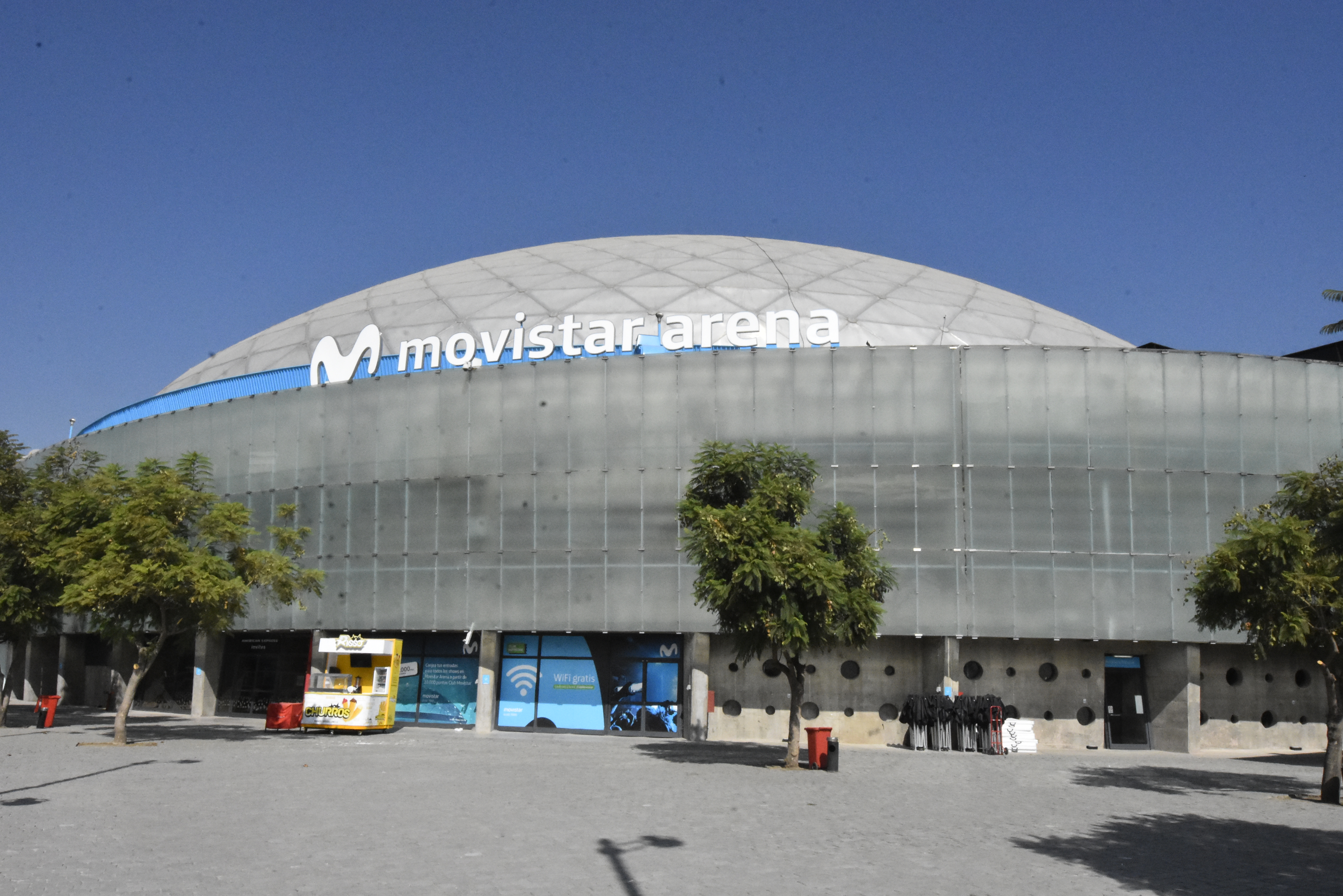
Movistar Arena

Все матчи мужского и женского турниров проходят в многофункциональной «Мовистар Арене», расположенной в парке О’Хиггинса, в центральной части Сантьяго. Строительство начато в 1956 году, но позже остановлено и на протяжении более 40 лет арена находилась в незавершённом состоянии. В 1998 строительство арены было расконсервировано и в 2006 году закончено. Вместимость — 12 тысяч зрителей (на спортивных соревнованиях). Изначально называлась «Арена Сантьяго», но в 2008 переименована по компании мобильной связи «Телефоника Мовистар», выкупившей права на арену. Арена используется для проведения спортивных соревнований и концертов.

## Мужчины

### Предварительный этап

#### Группа A
| М | Команда  | 1   | 2   | 3   | 4   | И | В | П | С/П | О |
| - | -------- | --- | --- | --- | --- | - | - | - | --- | - |
| 1 | Бразилия |     | 3:2 | 3:0 | 3:0 | 3 | 3 | 0 | 9:2 | 8 |
| 2 | Куба     | 2:3 |     | 3:0 | 3:2 | 3 | 2 | 1 | 8:5 | 6 |
| 3 | Колумбия | 0:3 | 0:3 |     | 3:0 | 3 | 1 | 2 | 3:6 | 3 |
| 4 | Мексика  | 0:3 | 2:3 | 0:3 |     | 3 | 0 | 3 | 2:9 | 1 |

30 октября: Бразилия — Колумбия 3:0 (25:20, 25:17, 25:10); Куба — Мексика 3:2 (25:20, 24:26, 19:25, 27:25, 15:10).
31 октября: Куба — Колумбия 3:0 (25:22, 25:23, 25:23); Бразилия — Мексика 3:0 (25:13, 25:15, 25:20).
1 ноября: Бразилия — Куба 3:2 (25:23, 25:16, 18:25, 25:27, 18:16); Колумбия — Мексика 3:0 (25:23, 25:23, 25:19).

##### Группа B
| М | Команда                  | 1   | 2   | 3   | 4   | И | В | П | С/П | О |
| - | ------------------------ | --- | --- | --- | --- | - | - | - | --- | - |
| 1 | Аргентина                |     | 3:0 | 3:0 | 3:1 | 3 | 3 | 0 | 9:1 | 9 |
| 2 | Чили                     | 0:3 |     | 3:1 | 3:1 | 3 | 2 | 1 | 6:5 | 6 |
| 3 | Пуэрто-Рико              | 0:3 | 1:3 |     | 3:1 | 3 | 1 | 2 | 4:7 | 3 |
| 4 | Доминиканская Республика | 1:3 | 1:3 | 1:3 |     | 3 | 0 | 3 | 3:9 | 0 |

30 октября: Аргентина — Пуэрто-Рико 3:0 (25:23, 26:24, 25:15); Чили — Доминиканская Республика 3:1 (25:20, 21:25, 25:22, 25:21).
31 октября: Аргентина — Доминиканская Республика 3:1 (20:25, 30:28, 25:17, 25:20); Чили — Пуэрто-Рико 3:1 (26:28, 25:18, 25:21, 25:23).
1 ноября: Пуэрто-Рико — Доминиканская Республика 3:1 (25:23, 18:25, 25:19, 25:20); Аргентина — Чили 3:0 (25:15, 25:20, 25:21).

### Плей-офф

#### Четвертьфинал
2 ноября
Колумбия — Чили 3:1 (25:20, 21:25, 25:19, 25:23).
Куба — Пуэрто-Рико 3:2 (25:16, 25:21, 13:25, 22:25, 15:11).

#### Полуфинал за 5—8 места
3 ноября
Доминиканская Республика — Чили 3:2 (22:25, 25:19, 21:25, 26:24, 16:14).
Мексика — Пуэрто-Рико 3:2 (25:21, 22:25, 25:21, 28:30, 16:14).

#### Полуфинал за 1—4 места
3 ноября
Аргентина — Куба 3:1 (21:25, 25:22, 25:18, 25:18).
Бразилия — Колумбия 3:0 (26:24, 25:18, 25:15).

#### Матч за 7-е место
4 ноября
Чили — Пуэрто-Рико 3:0 (25:22, 25:15, 25:18).

#### Матч за 5-е место
4 ноября
Доминиканская Республика — Мексика 3:1 (31:33, 25:22, 25:18, 25:22).

#### Матч за 3-е место
4 ноября
Колумбия — Куба 3:1 (32:30, 15:25, 29:27, 25:17).

#### Финал
4 ноября
Бразилия — Аргентина 3:0 (25:23, 25:13, 25:22).

## Женщины

### Предварительный этап

#### Группа A
| М | Команда     | 1   | 2   | 3   | 4   | И | В | П | С/П | О |
| - | ----------- | --- | --- | --- | --- | - | - | - | --- | - |
| 1 | Бразилия    |     | 3:0 | 3:0 | 3:0 | 3 | 3 | 0 | 9:0 | 9 |
| 2 | Аргентина   | 0:3 |     | 3:1 | 3:0 | 3 | 2 | 1 | 6:4 | 6 |
| 3 | Пуэрто-Рико | 0:3 | 1:3 |     | 3:0 | 3 | 1 | 2 | 4:6 | 3 |
| 4 | Куба        | 0:3 | 0:3 | 0:3 |     | 3 | 0 | 3 | 0:9 | 0 |

21 октября: Бразилия — Куба 3:0 (25:14, 25:16, 25:14); Аргентина — Пуэрто-Рико 3:0 (25:17, 25:18, 17:25, 25:19).
22 октября: Пуэрто-Рико — Куба 3:0 (25:20, 25:16, 25:18); Бразилия — Аргентина 3:0 (25:13, 25:20, 25:18).
23 октября: Бразилия — Пуэрто-Рико 3:0 (25:15, 25:22, 25:21); Аргентина — Куба 3:0 (25:23, 25:16, 25:15).

#### Группа B
| М | Команда                  | 1   | 2   | 3   | 4   | И | В | П | С/П | О |
| - | ------------------------ | --- | --- | --- | --- | - | - | - | --- | - |
| 1 | Доминиканская Республика |     | 3:0 | 3:0 | 3:0 | 3 | 3 | 0 | 9:0 | 9 |
| 2 | Мексика                  | 0:3 |     | 3:1 | 3:0 | 3 | 2 | 1 | 6:4 | 6 |
| 3 | Чили                     | 0:3 | 1:3 |     | 3:0 | 3 | 1 | 2 | 4:6 | 3 |
| 4 | Колумбия                 | 0:3 | 0:3 | 0:3 |     | 3 | 0 | 3 | 0:9 | 0 |

21 октября: Мексика — Колумбия 3:0 (25:22, 25:13, 25:14); Доминиканская Республика — Чили 3:0 (25:18, 25:17, 25:11).
22 октября: Доминиканская Республика — Мексика 3:0 (25:15, 25:17, 25:19); Чили — Колумбия 3:0 (29:27, 25:23, 25:7).
23 октября: Доминиканская Республика — Колумбия 3:0 (25:14, 25:18, 25:20); Мексика — Чили 3:1 (24:26, 25:21, 25:15, 25:18).

### Плей-офф

#### Четвертьфинал
2 ноября
Мексика — Пуэрто-Рико 3:0 (25:17, 25:17, 25:14).
Аргентина — Чили 3:2 (25:19, 25:9, 21:25, 23:25, 15:7).

#### Полуфинал за 5—8 места
3 ноября
Колумбия — Пуэрто-Рико 3:2 (19:25, 22:25, 25:22, 25:21, 15:8).
Чили — Куба 3:0 (25:15, 28:26, 25:17).

#### Полуфинал за 1—4 места
3 ноября
Доминиканская Республика — Аргентина 3:1 (16:25, 25:19, 25:20, 25:17).
Бразилия — Мексика 3:2 (25:17, 22:25, 27:25, 22:25, 15:13).

#### Матч за 7-е место
4 ноября
Пуэрто-Рико — Куба 3:0 (25:23, 26:24, 25:19).

#### Матч за 5-е место
4 ноября
Чили — Колумбия 3:0 (25:21, 25:20, 25:17).

#### Матч за 3-е место
4 ноября
Мексика — Аргентина 3:2 (22:25, 25:23, 22:25, 25:18, 15:13).

#### Финал
4 ноября
Доминиканская Республика — Бразилия 3:0 (26:24, 25:16, 25:19).

## Итоги

### Положение команд
| Мужчины                     | Женщины                  |
| --------------------------- | ------------------------ |
| Бразилия                    | Доминиканская Республика |
| Аргентина                   | Бразилия                 |
| Колумбия                    | Мексика                  |
| 4. Куба                     | 4. Аргентина             |
| 5. Доминиканская Республика | 5. Чили                  |
| 6. Мексика                  | 6. Колумбия              |
| 7. Чили                     | 7. Пуэрто-Рико           |
| 8. Пуэрто-Рико              | 8. Куба                  |

### Призёры

#### Мужчины
Бразилия: Джадсон Нунис да Кунья, Отавио Родригис Пинто, Матеус Гонсалвис Силва, Адриано Фернандис Кавальканти (Нано), Тьери Оливейра Мораис ду Насименту, Энрике Нобрега Онорато, Тьяго Понтис Велозо, Майкон дус Сантус Франса, Майк Рейс Насименто, Дарлан Феррейра Соуза, Фелипе Морейра Рок, Лукас Бергман. Тренер — Джулиано Рибас.
  Аргентина: Николас Ласо, Маркос Ричардс, Эзекиэль Васкес, Тобиас Скарна, Факундо Конте, Демиан Хавьер Гонсалес, Мауро Селайета, Бруно Лима, Густаво Масьель, Агустин Гальярдо, Серхио Сория, Мануэль Балаге. Тренер — Мартин Ариэль Лопес.
  Колумбия: Рузвельт Рамос Лемос, Сантьяго Руис Альварес, Андрес Писа Эрнандес, Леандро Мехия, Джарольд Кайседо, Хуан Эступиньяс Риаскос, Даниэль Медина, Хуан Камило Амбуйла, Джон Куэльо Флорес, Хорхе Меса, Густаво Ларраондо, Даниэль Апонса Карабали. Тренер — Жоржи Шмидт.

#### Женщины
Доминиканская Республика: Кандида Ариса Перес, Лисвель Эве Мехия, Виелка Перальта Луна, Бренда Кастильо, Ниверка Марте Фрика, Йокати Перес Флорес, Йонкайра Пенья Исабель, Бетания де ла Крус де Пенья, Брайелин Мартинес, Джинейри Мартинес, Гайла Гонсалес Лопес, Ларисмер Мартинес Каро. Тренер — Маркос Квик.
  Бразилия: Наяне ди Алмейда Риос, Каролина Лейте, Маяра Бассо, Лорена Джована Визел, Талия Коста, Алине Сегато Маэстри, Сабрина Машадо, Тайнара Лемес Сантос, Лусия да Силва Неццо, Ларисса Бесен, Элена Венк Хунген, Лаис Васкис. Главный тренер — Пауло ду Рего Баррос.
  Мексика: Ивон Мартинес Вильяреаль, Мария Родригес Гомес, Гресия Кастро Лопес, Мария Вела Хименес, Даниэла Сильер Флорес, Жослин Уриас Кастро, Жоселин Ландерос Паласиос, Карен Ривера Эррера, Анхела Муньос Дельгадильо, Айме Топете Пардо, Арлет Маркес Сеха, Карина Флорес Гамес. Тренер — Никола Негро.

### Индивидуальные призы
| Номинация                      | Мужчины                       | Женщины                          |
| ------------------------------ | ----------------------------- | -------------------------------- |
| MVP                            | Энрике Онорато                | Ниверка Марте                    |
| Лучшие связующие               | Матеус Силва                  | Ивон Мартинес                    |
| Лучшие диагональные нападающие | Дарлан Феррейра               | Сабрина Машадо                   |
| Лучшие нападающие-доигровщики  | Мигель Лопес Мауро Селайета   | Брайелин Мартинес Йонкайра Пенья |
| Лучшие центральные блокирующие | Леандро Мехия Густаво Масьель | Нейра Ортис Лорена Визел         |
| Лучшие либеро                  | Энхер Мьесес                  | Камила Гомес                     |
| Лучшие на подаче               | Дарлан Феррейра               | Йонкайра Пенья                   |
| Лучшие на приёме               | Майк Насименто                | Шара Венегас                     |
| Лучшие в защите                | Энхер Мьесес                  | Карла Руис                       |
| Самые результативные           | Мигель Лопес                  | Беатрис Новоа                    |